# Джексон-Лейк (Колорадо)
Джексон-Лейк (англ. Jackson Lake) — переписна місцевість (CDP) в США, в окрузі Морган штату Колорадо. Населення — 131 особа (2020).

## Географія
Джексон-Лейк розташований за координатами 40°22′12″ пн. ш. 104°3′33″ зх. д. / 40.37000° пн. ш. 104.05917° зх. д. (40.370055, -104.059173).  За даними Бюро перепису населення США в 2010 році переписна місцевість мала площу 7,92 км², уся площа — суходіл.

## Демографія
Згідно з переписом 2010 року, у переписній місцевості мешкали 154 особи в 75 домогосподарствах у складі 54 родин. Густота населення становила 19 осіб/км².  Було 259 помешкань (33/км²).
Расовий склад населення:
| - 99,4 % — білих |

До двох чи більше рас належало 0,0 %. Частка іспаномовних становила 1,9 % від усіх жителів.
За віковим діапазоном населення розподілялося таким чином: 13,0 % — особи молодші 18 років, 61,0 % — особи у віці 18—64 років, 26,0 % — особи у віці 65 років та старші. Медіана віку мешканця становила 55,7 року. На 100 осіб жіночої статі у переписній місцевості припадало 97,4 чоловіків;  на 100 жінок у віці від 18 років та старших — 91,4 чоловіків також старших 18 років.
Середній дохід на одне домашнє господарство  становив 53 067 доларів США (медіана — 36 339), а середній дохід на одну сім'ю — 56 114 долари (медіана — 35 625). Медіана доходів становила 38 929 доларів для чоловіків та 29 107 доларів для жінок. За межею бідності перебувало 5,1 % осіб, у тому числі 11,1 % дітей у віці до 18 років та 0,0 % осіб у віці 65 років та старших.
Цивільне працевлаштоване населення становило 64 особи. Основні галузі зайнятості: виробництво — 17,2 %, освіта, охорона здоров'я та соціальна допомога — 15,6 %, інформація — 12,5 %, науковці, спеціалісти, менеджери — 10,9 %.